# Veto
Il termine veto, dal latino che significa vietare, proibire, interdire (anche: impedire, opporsi), (o intercesso) indica un atto formale con il quale un'autorità investita di tale potere è in grado di bloccare, temporaneamente o definitivamente, una deliberazione amministrativa, legislativa o politica emessa da un'altra autorità. In ambito meno formale indica generalmente, l'atto di aderire a una decisione o di partecipare a un evento.

## Origine
Il diritto di veto era  riservato nell'antica Roma ai tribuni della plebe per bloccare provvedimenti emessi da altre autorità, compresi il Senato o altri tribuni, che potessero danneggiare i diritti della plebe da loro rappresentata (i ius intercessionis). Era posseduto solo dai tribuni, i quali erano ritenuti sacrosanti e intoccabili per questo motivo. Fu tolto dal dittatore Silla nell'82 a.C. che favoriva la classe senatoria.
Sempre con il termine ius intercessionis si indicava il diritto di ciascun magistrato nelle magistrature paritarie come il consolato di impedire le decisioni del collega. In tal modo i magistrati dovevano sempre evitare uno scontro diretto e trovare, se necessario, formule conciliative.

## Potere di veto nel Consiglio di sicurezza delle Nazioni Unite
Il termine veto indica la facoltà di impedire una deliberazione da parte della maggioranza, riservato in seno al Consiglio di Sicurezza dell'ONU a ciascuno dei cinque membri permanenti (Stati Uniti, Russia - che l'ha ereditata dall'URSS -, Regno Unito, Francia e Cina), in base allo Statuto delle Nazioni Unite.
In realtà il diritto di veto non è esplicitamente menzionato nello Statuto delle Nazioni Unite (art. 27, c.3) che recita testualmente:
"Le decisioni del Consiglio di Sicurezza su ogni altra questione sono prese con un voto favorevole di nove Membri, nel quale siano compresi i voti dei Membri permanenti...".
Ma il fatto che nel voto debbano essere necessariamente compresi i voti dei Membri permanenti porta implicitamente al veto, ad esempio quando uno dei suddetti membri si opponga alle deliberazioni del consiglio facendo mancare il suo voto. Per esempio per cinque volte l'URSS appose il veto all'ingresso nell'ONU dell'Italia che, per questa ragione, fu ammessa solo nel 1955.

## Il veto presidenziale
Il termine è solitamente adoperato anche per indicare la richiesta, fatta dal presidente dello Stato, di una nuova deliberazione di una legge approvata dal Parlamento. Questa richiesta può provocare la bocciatura definitiva della legge in ogni caso o se non riapprovata a maggioranza qualificata.
Dispone del "potere di veto", nel senso descritto, il Presidente degli Stati Uniti d'America mentre, ad esempio, il presidente italiano dispone di un attenuato "potere di sospensione" o "veto sospensivo" poiché, se il Parlamento riapprova la legge anche a maggioranza semplice, non può rifiutarsi di promulgarla.

## Veto nel conclave
Alcuni monarchi cattolici (Re di Spagna, Re di Francia, Imperatore del Sacro Romano Impero poi Imperatore di Austria Ungheria) avevano il potere di escludere l'elezione a Papa di una determinata persona (ius exclusivae). Un caso noto fu quello del cardinale Fabrizio Paolucci, che, essendo già Segretario di Stato, era considerato favorito in ben due elezioni papali (1721 e 1724), ma la sua elezione fu entrambe le volte bloccata dal veto imperiale, in quanto considerato troppo filofrancese.
Tale diritto fu usato per l'ultima volta da Francesco Giuseppe, imperatore di Austria-Ungheria, nel 1903 contro il cardinale Mariano Rampolla del Tindaro, considerato il naturale successore di papa Leone XIII. I cardinali non se la sentirono di sfidare il potere imperiale e, al posto del favorito Rampolla, fu eletto Papa il Patriarca di Venezia Giuseppe Melchiorre Sarto, che prese il nome di Pio X, il cui primo atto fu quello di abolire questo diritto di veto con la costituzione apostolica Commissum Nobis.